# Carl van Deurs
Carl van Deurs (født 14. april 1800 i Slagelse, død 13. februar 1862 i Helsingør) var en dansk læge.
van Deurs var søn af justitsråd og godsejer (Bøstrup) Jan Christopher van Deurs (1774-1829) og hans hustru Anna Dorthea Hansen (1776-1857). Han blev født i Slagelse ikke langt fra sit barndomshjem Bøstrup. Han dimitterede i 1817 fra Odense Skole og tog kirurgisk eksamen 1823.
Herefter var han i et stykke tid reservekirurg, og havde planer om at få et videnskabelig virke i København. Men da faderen blev forarmet, måtte han give sig til at praktisere i Præstø, idet han samtidig giftede sig d. 24. juli 1827 med Johanne Frederikke Caroline Schønheyder (1797-1862), datter af professor og hofmedikus Johan Henrich Schønheyder.
I 1832 blev han distriktslæge i Aalborg, og i 1838 regimentskirurg, stadig med bopæl i Aalborg. Han blev 1842 udnævnt til overlæge, og han blev her en meget anset læge. Under Treårskrigen indtog han en overordnet stilling som brigadelæge og læge ved generalkommandoen. 1852 blev han forflyttet til Randers og 1858 til Helsingør, hvor han tillige fungerede som garnisonslæge ved Kronborg.
1862 døde han pludselig af et hjerteonde. Han glemte aldrig sin interesse for at arbejde med den videnskabelige del af faget, og der findes derfor talrige afhandlinger af ham i medicinske tidsskrifter. Han interesserede sig særligt for det danske medicinalvæsens historie og ganske særlig for medicinsk personalhistorie. Hans omfattende håndskrevne samlinger på disse områder skænkedes efter hans død til Det Kongelige Bibliotek.

## Børn
1. Henriette Dorthea Pauline van Deurs (1830-?)
2. Charlotte Wilhelmine Elisabeth Alezia Deurs (1831-?)
3. Gotliebe Johanne Sophie van Deurs (1837-?)
4. Caroline Adolphine Benditte Dorthea "Dorette" van Deurs (1834-1872), gift med sin fætter landstingssekretær Johan Christian Frederik Schønheyder van Deurs